# تانگووالی
}}
تانگووالی (به انگلیسی: Tangowali) یک شهر در پاکستان است که در Tangowali واقع شده‌است. تانگووالی ۱۰٬۰۰۰ نفر جمعیت دارد.